# Obwód mangystauski
Obwód mangystauski (kaz. Маңғыстау облысы, ros. Мангистауская область) – jeden z 17 obwodów w Kazachstanie ze stolicą w Aktau, znajduje się w południowo-zachodniej części kraju. W 2021 obwód zamieszkiwało 719,5 tys. osób. Ośrodek wydobycia ropy naftowej i gazu ziemnego, jeden z najlepiej rozwiniętych przemysłowo regionów państwa. Tutejsze wydobycie ropy stanowi 25% całej puli wydobywanej w Kazachstanie.
Obwód utworzony 20 marca 1973 roku jako obwód mangyszłacki (Мангышлакская область) z części obwodu gurjewskiego i początkowo podzielony był na trzy rejony: Mangystau, Bejneu oraz Jeraliewski. Kolejno utworzono rejony Tüpkaragan i Munajły, a Jeraliewski zmienił nazwę na Karakija. Zniesiony w 1988 roku i reaktywowany w 1990, już pod nazwą obwód mangystauski.
Dotychczas powstał jeden port lotniczy na terenie obwodu – port lotniczy Aktau.

## Geografia i geologia
Obwód graniczy z obwodem atyrauskim na północy, obwodem aktobskim na północnym wschodzie, na wschodzie z uzbecką Karakałpacją, na południu z turkmeńskim wilajetem balkańskim, a od zachodu ogranicza go Morze Kaspijskie.
Terytorium obwodu obejmuje płaskowyż Manggystau. Rzeźba terenu zdecydowanie równinna, występują liczne solniska i piaski. Znajdują się tutaj również depresje, m.in. Karakija o głębokości 130 m p.p.m.
Klimat jest wybitnie kontynentalny, panują tutaj krótkie zimy i długie lata. Średnie roczne opady mieszczą się zazwyczaj w przedziale 100-150 mm.
Obwód jest bogaty w minerały, znajdują się tu także ropa naftowa i gaz ziemny.

## Podział administracyjny
Obwód dzieli się na 5 rejonów i dwa miasta podporządkowane regionalnie.
| Miasto    | Ludność (2021) |
| --------- | -------------- |
| Aktau     | 199 640        |
| Żangaözen | 81 262         |

| Rejon      | Siedziba        | Ludność (2021) | Powierzchnia [km²] | Gęstość zaludnienia [os./km²] |
| ---------- | --------------- | -------------- | ------------------ | ----------------------------- |
| Bejneu     | Bejneu          | 71 474         | 40 519             | 1,76                          |
| Karakija   | Kuryk           | 38 323         | 26 134             | 1,47                          |
| Manggystau | Szetpe          | 39 922         | 47 018             | 0,85                          |
| Munajły    | Manggystau      | 174 561        | 4 922              | 35,5                          |
| Tüpkaragan | Fort-Szewczenko | 34 431         | 8 520              | 4,04                          |